# Chrysopa chi
Chrysopa chi is een insect uit de familie van de gaasvliegen (Chrysopidae), die tot de orde netvleugeligen (Neuroptera) behoort. 
Chrysopa chi is voor het eerst wetenschappelijk beschreven door Fitch in 1855.